# Lekkoatletyka na Letnich Igrzyskach Olimpijskich 1956 – bieg na 80 m przez płotki kobiet
Bieg na 80 metrów przez płotki kobiet podczas XVI Letnich Igrzysk Olimpijskich w Melbourne rozegrano 27 (eliminacje i półfinały) i 28 listopada 1956 (finał) na stadionie Melbourne Cricket Ground. Zwyciężczynią została reprezentantka Australii Shirley Strickland de la Hunty, który tym samym obroniła tytuł zdobyty cztery lata wcześniej w Helsinkach. Ustanowiła w finale rekord olimpijski z czasem 10,7 s.

## Rekordy

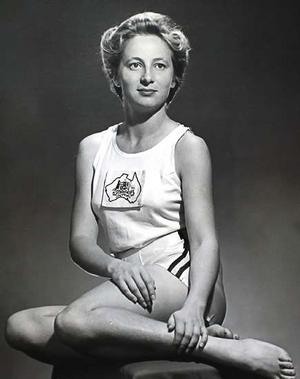
Shirley Strickland de la Hunty

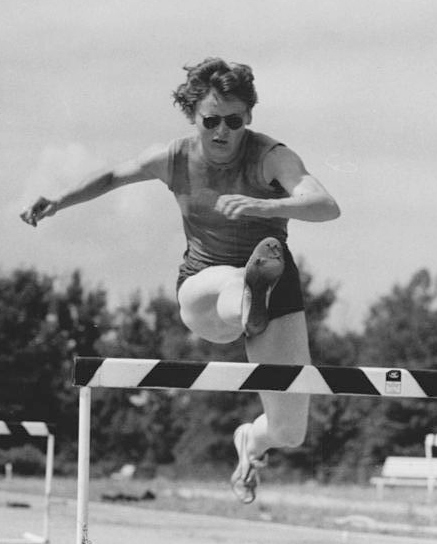
Gisela Köhler

|                   | Zawodniczka                    | Narodowość | Czas | Data               | Miejsce  |
| ----------------- | ------------------------------ | ---------- | ---- | ------------------ | -------- |
| Rekord świata     | Zenta Gastl                    | RFN        | 10,6 | 29 lipca 1956(dts) | Frechen  |
| Rekord olimpijski | Shirley Strickland de la Hunty | Australia  | 10,9 | 24 lipca 1952(dts) | Helsinki |

## Wyniki
| Poz. - pozycja |
| – rekord świata \| – rekord krajowy \| – rekord życiowy \| = – wyrównany rekord życiowy \| · – najlepszy wynik w sezonie \| = – wyrównany najlepszy wynik w sezonie \| – rekord olimpijski |
| Fn – falstart \| DNF – nie ukończyła \| DNS – nie wystartowała \| DSQ – zdyskwalifikowana                                                                                                  |

### Eliminacje
Rozegrano cztery biegi eliminacyjnych. Do półfinałów awansowały po trzy najlepsze zawodniczki z każdego biegu (Q).

#### Bieg 1
Wiatr: +0,8 m/s
| Poz. | Zawodniczka     | Narodowość        | Rezultat | Uwagi |
| ---- | --------------- | ----------------- | -------- | ----- |
| 1    | Zenta Gastl     | Niemcy            | 11,18    | Q, =  |
| 2    | Bertha Díaz     | Kuba              | 11,51    | Q     |
| 3    | Carole Quinton  | Wielka Brytania   | 11,63    | Q     |
| 4    | Barbara Mueller | Stany Zjednoczone | 11,83    |       |
| 5    | Milena Greppi   | Włochy            | 12,66    |       |
| –    | Olga Gyarmati   | Węgry             | DNS      |       |

#### Bieg 2
Wiatr: –1,5 m/s
| Poz. | Zawodniczka                    | Narodowość        | Rezultat | Uwagi |
| ---- | ------------------------------ | ----------------- | -------- | ----- |
| 1    | Shirley Strickland de la Hunty | Australia         | 11,02    | Q,    |
| 2    | Maria Gołubnicza               | ZSRR              | 11,25    | Q     |
| 3    | Margaret Stuart                | Nowa Zelandia     | 11,46    | Q     |
| 4    | Constance Darnowski            | Stany Zjednoczone | 12,02    |       |
| 5    | Pauline Wainwright             | Wielka Brytania   | 12,06    |       |
| –    | Mary Rao                       | Indie             | DNS      |       |

#### Bieg 3
Wiatr: –0,6 m/s
| Poz. | Zawodniczka       | Narodowość        | Rezultat | Uwagi |
| ---- | ----------------- | ----------------- | -------- | ----- |
| 1    | Gisela Köhler     | Niemcy            | 11,11    | Q     |
| 2    | Elaine Winter     | Południowa Afryka | 11,28    | Q     |
| 3    | Gloria Cooke      | Australia         | 11,45    | Q     |
| 4    | Angèle Picado     | Francja           | 11,50    |       |
| 5    | Nilija Biesiedina | ZSRR              | 11,69    |       |
| 6    | Irene Robertson   | Stany Zjednoczone | 12,02    |       |
| 7    | Manolita Cinco    | Filipiny          | 12,20    |       |

#### Bieg 4
Wiatr: +3,0 m/s
| Poz. | Zawodniczka         | Narodowość | Rezultat | Uwagi |
| ---- | ------------------- | ---------- | -------- | ----- |
| 1    | Norma Thrower       | Australia  | 10,94 w  | Q     |
| 2    | Galina Bystrowa     | ZSRR       | 11,09 w  | Q     |
| 3    | Marthe Lambert      | Francja    | 11,18 w  | Q     |
| 4    | Maria Sander        | Niemcy     | 11,22 w  |       |
| 5    | Francisca Sañopal   | Filipiny   | 12,15 w  |       |
| –    | Elżbieta Krzesińska | Polska     | DNS      |       |

### Półfinały
Rozegrano dwa biegi półfinałowe. Do finału awansowały po trzy najlepsze zawodniczki z każdego biegu.

#### Bieg 1
Wiatr: +0,9 m/s
| Poz. | Zawodniczka                    | Narodowość      | Rezultat | Uwagi |
| ---- | ------------------------------ | --------------- | -------- | ----- |
| 1    | Shirley Strickland de la Hunty | Australia       | 10,89    | Q, =  |
| 2    | Gisela Köhler                  | Niemcy          | 10,93    | Q, =  |
| 3    | Maria Gołubnicza               | ZSRR            | 11,12    | Q     |
| 4    | Marthe Lambert                 | Francja         | 11,37    | [ 3 ] |
| 5    | Bertha Díaz                    | Kuba            | 11,42    |       |
| 6    | Carole Quinton                 | Wielka Brytania | 11,61    |       |

#### Bieg 2
Wiatr: –1,8 m/s
| Poz. | Zawodniczka     | Narodowość        | Rezultat | Uwagi |
| ---- | --------------- | ----------------- | -------- | ----- |
| 1    | Galina Bystrowa | ZSRR              | 11,14    | Q     |
| 2    | Norma Thrower   | Australia         | 11,20    | Q     |
| 3    | Gloria Cooke    | Australia         | 11,25    | Q     |
| 4    | Zenta Gastl     | Niemcy            | 11,30    |       |
| 5    | Elaine Winter   | Południowa Afryka | 11,47    |       |
| 6    | Margaret Stuart | Nowa Zelandia     | 11,51    |       |

### Finał
Wiatr: –1,3 m/s
| Poz. | Zawodniczka                    | Narodowość | Rezultat | Uwagi       |
| ---- | ------------------------------ | ---------- | -------- | ----------- |
| 1    | Shirley Strickland de la Hunty | Australia  | 10,96    | [ 1 ] [ 4 ] |
| 2    | Gisela Köhler                  | Niemcy     | 11,12    |             |
| 3    | Norma Thrower                  | Australia  | 11,25    |             |
| 4    | Galina Bystrowa                | ZSRR       | 11,25    |             |
| 5    | Maria Gołubnicza               | ZSRR       | 11,50    |             |
| 6    | Gloria Cooke                   | Australia  | 11,60    |             |